# Carlos Robinson
Gral. Carlos T. Robinson fue un militar mexicano que participó en la Revolución mexicana. Nació en el Mineral de la Trinidad Sonora, el 11 de agosto de 1890, hijo de Gabriel O. Robinson Ybarra y Catalina Alcantar Espinosa. Apoyó la causa constitucionalista. El 5 de octubre de 1918 contrajo matrimonio en Tampico, Tamaulipas con la señorita Teresa Rendon Riveroll. En 1920, siendo jefe militar local apoyó el movimiento que desconoció a Venustiano Carranza, el Plan de Agua Prieta, pues era muy cercano a Álvaro Obregón. En 1936 publicó el libro Hombres y cosas de la Revolución. 